# Andrés Rodríguez Vila
Andrés Rodríguez Vila (Montevideo, Uruguay, 19 de diciembre de 1973) es un profesor y Gran Maestro Internacional, siendo el único en su país en poder conseguir dicho título. Es considerado por muchos como el mejor ajedrecista de la historia del ajedrez uruguayo.

## Trayectoria
Aprendió a jugar al ajedrez a los 4 años cuando contemplaba las partidas entre su padre y su tío. Empezó su carrera deportiva a los 10 años cuando participó en su primera partida pública en el círculo de ajedrez del Club Atlético Progreso, en la ciudad de Montevideo.
Fue campeón nacional de los torneos sub-14 y sub-16 a la edad de 11 años, además de ser finalista del Campeonato Uruguayo de Mayores el año siguiente. Un año después disputaría en San Juan, Puerto Rico; el Campeonato Mundial de Ajedrez sub-14, finalizando cuarto mejor jugador del certamen, siendo también, catalogado como mejor jugador americano del torneo. Tres años más tarde se consagraría campeón panamericano de la categoría sub-20, consiguiendo así, el título de Maestro Internacional, siendo también, el primer uruguayo en la historia en conseguir este título.
A los 18 años disputaría el Campeonato Mundial de Ajedrez, enfrentánsose a jugadores de la talla de Garry Kaspárov, Anatoli Kárpov, Víktor Korchnói, etcétera. En aquel torneo quedaría en el puesto 5, siendo su mejor participación mundialista, además de ser la mejor participación de la historia de un ajedrecista uruguayo en campeonatos mundiales de categoría mayor.